# قطعنامه ۹۵ شورای امنیت
قطعنامه ۹۵ شورای امنیت سازمان ملل متحد که در تاریخ ۰۱ سپتامبر ۱۹۵۱ تصویب شد، سندی بین‌المللی دربارهٔ مسئلهٔ فلسطین است. این قطعنامه طی نشست ۵۵۸ام با ۸ موافق، ۰ مخالف و ۳ ممتنع تصویب شد.